# Megumi Fushiguro
Megumi Fushiguro (伏黒恵 Fushiguro Megumi?) es un personaje ficticio de la franquicia de anime y manga Jujutsu Kaisen, creado por Gege Akutami. Siendo el deuteragonista de la serie, es un joven hechicero que estudia en la escuela de magia de Tokio. Al heredar la técnica maldita del Clan Zenin, se convirtió en el objetivo principal de la familia, tratándolo de «comprar» por una gran suma de dinero. Sin embargo, dejó en claro que ya no tenía ninguna conexión con ellos. No obstante, se convirtió en el líder del clan tiempo después tras el fallecimiento de su predecesor. A pesar de que su personalidad es estoica y calculadora, Megumi desea ayudar a proteger a las personas que considera buenas o amables. Su deseo lo motivó a salvar a Yūji Itadori de su ejecución luego de convertirse en el recipiente de una maldición peligrosa.
En la adaptación al anime del manga, Megumi es interpretado por Yuma Uchida en japonés, Víctor Ruiz en español latino y Robbie Daymond en inglés. Además de aparecer en el anime, se lanzaron varios productos basados en Megumi, como figuras de acción y llaveros.

## Concepción y creación
Según Akutami, Megumi fue diseñado para ser un contraste con Itadori y Nobara Kugisaki, los otros protagonistas del manga. Fue escrito como un personaje más perspicaz que cualquiera de sus dos compañeros por su mayor inclinación hacia el pesimismo y la falta de confianza hacia los demás. Akutami también declaró que es un personaje más «deprimente» que Itadori, y que fue creado para preocuparse menos por el destino de los extraños y más cuando mueren los animales. Akutami tuvo cuidado de asegurarse de que el diseño del personaje de Megumi se diferenciara del de Itadori, ya que son bastante familiares.
Su primer nombre, Megumi, es típicamente un nombre femenino que significa «bendición» o «gracia», que se usa para representar a Megumi como «fuerte» a pesar de que en gran parte se lo conoce por su apellido. Fue escrito para ser el personaje más sombrío en comparación con otros personajes de la serie, y su risa trastornada mientras luchaba contra una maldición estaba destinada a ejemplificar su falta de alegría exterior. Su actor de voz en japonés de Megumi, Yuma Uchida, dijo que Megumi era «opresivo pero genial cuando pelea».

## Personalidad
Megumi es generalmente un joven bastante tranquilo, serio y reservado, como comentan Nobara y Yūji cuando este último se queja de que Megumi nunca les cuenta sobre él mismo. Aunque no muestra mucho interés por lo que suelen hacer sus compañeros, siempre está en compañía de ellos y suele acompañarlos a diferentes lugares, no pareciendo rechazar la idea de pasar tiempo con ellos.
Aunque aparentemente es estoico y frío, Megumi desea ayudar a proteger a las personas que considera buenas o amables. Él cree que el mundo es injusto y que un exorcista es una herramienta para asegurarse de que las personas buenas tengan una mejor oportunidad de vivir. Afirmando que ese es su deseo egoísta e irracional, no se ve a sí mismo como un héroe por hacer esto. Su deseo lo motivó a salvar a Yūji de su ejecución luego de convertirse en el recipiente de una maldición peligrosa. El otro aspecto de su personalidad es que es bastante insensible cuando habla de la muerte de criminales y asesinos porque siente que no merecían vivir.
Esta visión del mundo, Megumi parecería haberla tenido siempre, y esto incluso desde la secundaria. En ese momento ya sentía un fuerte odio hacia la «gente mala», causando que golpeara a los matones de su colegio para castigarlos, y lo mismo por la «gente buena». Lo cual encontró ingenuo e hipócrita. Sin embargo, cuando su hermana Tsumiki fue maldecida y cayó en coma, la personalidad de Megumi se suavizó un poco, diciendo que quería disculparse con ella, considerándose una idiota en ese momento.

## Apariciones

### Jujutsu Kaisen
Megumi aparece por primera vez en Jujutsu Kaisen como un estudiante tranquilo y reservado de 15 años que tenía la misión de recuperar un objeto maldito en la Escuela Secundaria Municipal Sugisawa. Al día siguiente, nota la energía del objeto en un estudiante que pasa cerca, que resulta ser Yūji, y decide perseguirlo. Tras encontrarlo en el hospital donde falleció el abuelo de Yūji, le pregunta sobre uno de los dedos de Sukuna que su club de ocultismo encontró de manera ilícita. Más tarde, lo salva cuando un montón de espíritus malditos atacan la escuela, atraídos por el dedo. Tras ingerir el dedo de Sukuna por parte de Yūji, Megumi se rehúsa a que lo ejecuten. Cuando Yūji se traslada a la escuela de magia, rápidamente forjan una amistad entre ellos y Nobara Kugisaki, otra alumna de primer año. Durante una pelea con Sukuna en una misión en un centro de detención, llama la atención de este ante el potencial que posee.
Durante una pelea con su padre en el incidente de Shibuya, Megumi es atacado por Haruta Shigemo cuando intentaba curarse luego de la muerte de Tōji. Intenta huir y se pregunta cómo invocar más shikigamis. Desafortunadamente, Megumi colapsa y luego tiene el recuerdo de Satoru quien le revela que dos exlíderes de los clanes Zenin y Gojō mataron entre sí. Megumi luego se dice a sí mismo que él puede volverse aún más poderoso y convoca a un shikigami. Haruta, preocupado, intenta detenerlo, pero Megumi logra invocar a Mahoraga de todos modos. Megumi luego se desmaya y Mahoraga envía a Megumi contra una pared.
Cuando llega Sukuna, encuentra a Megumi gravemente herido. Sukuna luego lo cura y le dice que no muera todavía porque todavía necesita algo que hacer. Una vez que Mahoraga es derrotado, este lo lleva a donde se encuentran Yaga e Ieiri.

## Habilidades
Megumi ingresó a la escuela de magia como hechicero de 2ª clase. Satoru Gojō, Noritoshi Kamo, Mai Zenin e incluso Sukuna consideran que tiene mucho potencial. Este último señala que «Megumi es un tesoro desperdiciado». Según Satoru, Megumi tiene un potencial y habilidades equivalentes a las de Yūji y más tarde dio a entender que Megumi podría tener el mismo nivel que él algún día o incluso superarlo. Megumi también puede luchar e incluso derrotar a maldiciones de grado especial. Es este último punto lo que le valió al ser recomendado por Mei y Aoi Todo para convertirse en hechicero de 1ª clase. Megumi heredó la técnica familiar «Técnica de las diez sombras» (十種影法術 Tokusa no Kage Bōjutsu?) por parte del clan Zenin, la cual puede crear, invocar y controlar shikigamis. Además, puede materializar parcialmente su expansión de dominio (領域展開 Ryōiki Tenkai?), una habilidad suprema que no cualquier usuario de jujutsu puede dominar completamente.

## Recepción
En su introducción, Rebecca Silverman de Anime News Network dijo que «Megumi era el protagonista menos interesante de los primeros capítulos del manga». La pelea de Megumi con una maldición de grado especial fue catalogada como la tercera mejor pelea de anime de 2021 por Crunchyroll. El crítico Olive St. Sauver comparó su amistad con Itadori con la de Asta y Yuno de Black Clover por «cómo se preocupan el uno por el otro y están emocionados de ver que el otro tenga éxito... el deseo de superar al otro proviene de una sana competencia en lugar de la envidia». David Eckstein-Schoemann de UNF Spinnaker, en una reseña del anime, declaró que «[le gustaba] ver a Itadori trabajar con Megumi... cada personaje aquí tiene un diseño distinto, una forma distinta de pelear y una personalidad única que deja un impacto cada vez que los ves».